# Stefano Costantini

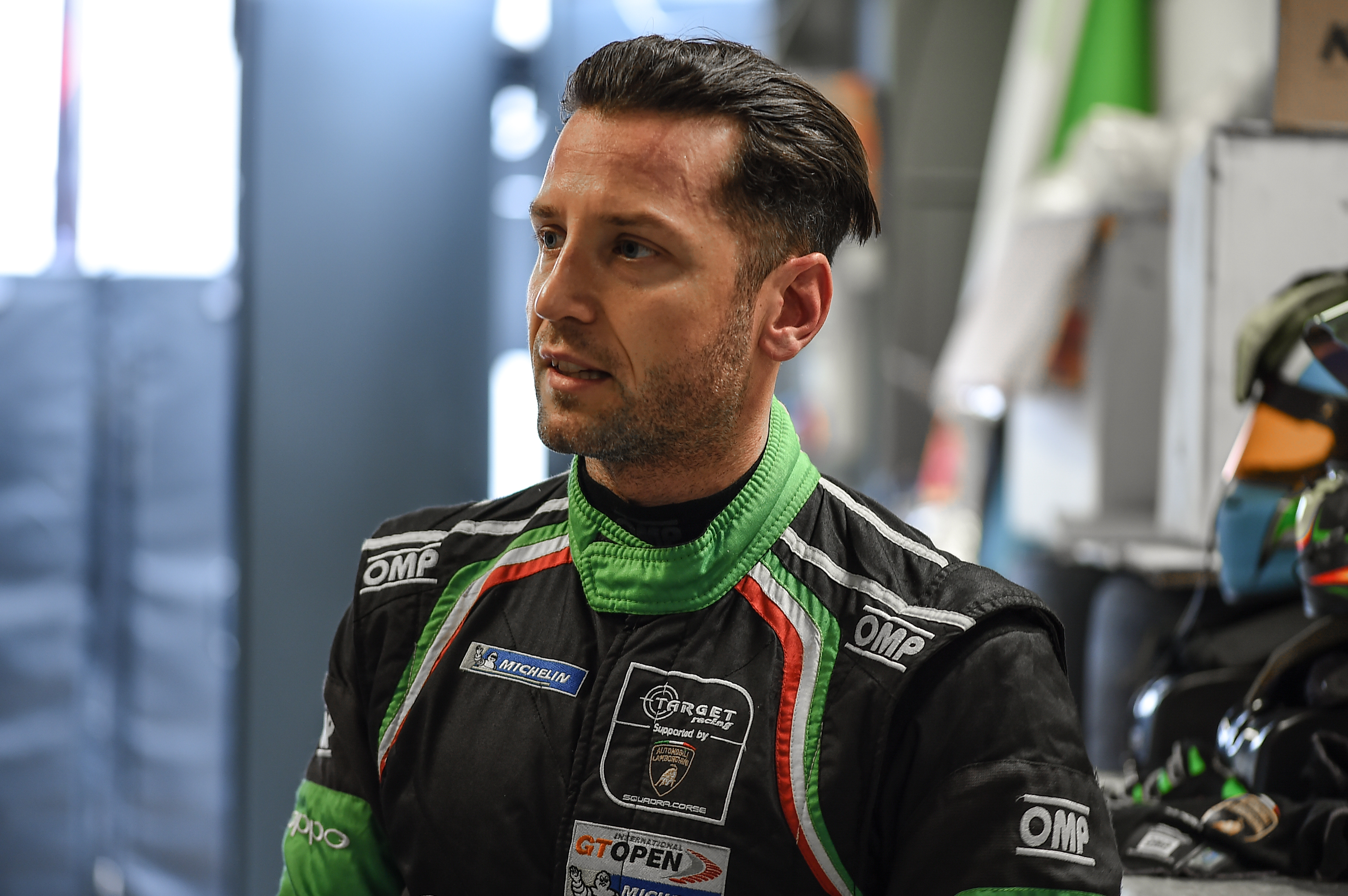
Stefano Costantini 2019

Stefano Costantini (* 24. Mai 1983 in Rom) ist ein italienischer Unternehmer und Autorennfahrer.

## Unternehmer
Stefano Costantini ist der Eigentürmer von Stefano Rome Tours, einem Unternehmen, das Auto-Ausflüge und Führungen in Rom, der Amalfiküste sowie in der Toskana anbietet.

## Karriere als Rennfahrer
Stefano Costantini, der seine Fahrerkarriere 2009 in der italienischen Tourenwagen-Meisterschaft begann, startete 2011 und 2012 im Porsche Carrera Cup Italia. Es folgten Einsätze im International GT Open und der GT World Challenge Europe. 2016 gab er sein Debüt beim 24-Stunden-Rennen von Spa-Francorchamps, wo seine bisher beste Platzierung im Schlussklassement der 20. Rang 2022 war.
Ab 2023 fuhr er einen Ferrari 488 GTE von AF Corse in FIA-Langstrecken-Weltmeisterschaft.

## Statistik

### Einzelergebnisse in der FIA-Langstrecken-Weltmeisterschaft
| Saison | Team     | Rennwagen       | 1   | 2   | 3   | 4   | 5   | 6   | 7   |
| ------ | -------- | --------------- | --- | --- | --- | --- | --- | --- | --- |
| 2023   | AF Corse | Ferrari 488 GTE | SEB | POR | SPA | LEM | MON | FUJ | BAH |
| 2023   | AF Corse | Ferrari 488 GTE | 20  |     | 25  |     |     |     |     |